# ليل السرار (مسلسل)
ليل السرار هو مسلسل عربي سوري أنتج عام 2004

## قصة المسلسل
تدور أحداث العمل في الشرق الأوسط في مرحلة حرجة من تاريخها من خلال عيون أبناء الهامش الذين يقيمون على هامش الحياة. تدور أحداث المسلسل في زمن يمتد من مطلع الخمسينيات حتي منتصف السبعينيات، بدايتها هي قصص هجرة العمال من قرية السرار والتي تعد أقرب قرية من قري الجنوب السوري إلي حي في منطقة تقع علي هامش مدينة بيروت ويتوزع هؤلاء المهاجرون في قصص مختلفة من صاحبة مقهي إلي مغنية في ملهي، إلي عمال لدي صاحب ثروة تعشق إبنته أحد عمال أبيها

## أبطال العمل
- نورمان أسعد[4]
- علاء مرسي
- حسن دكاك
- نجاح سفكوني
- ماهر صليبي
- نضال سيجري
- ألان زغبي
- منى واصف
- طلحت حمدي.[5]
- أحمد الأحمد
- سعد مينه
- جرجس جبارة
- مانيا نبواني
- ميلاد يوسف
- محمد الأحمد